# 三宅博文
三宅 博文（みやけ ひろふみ、1970年3月21日 - ）は日本のベーシスト、作曲家、編曲家。別名：ひろぽん。広島県出身、血液型はB型。

## 略歴
1992年、CIRCUS MINDを結成。全国ツアー、シングルCDの発表等と精力的に活動。
1997年、サポートベーシストとしてNOISE FACTORY “やめとけ”ツアーに参加。
1999年、“スーパーヒーロー魂”ツアーにて水木一郎、 影山ヒロノブ等のバックバンドをつとめる。
2006年、ソロプロジェクトb.b.hiropons名義で1stアルバム say what? を発表。
以降、ベースのサポートメンバーとして活動しながら、数々の楽曲を発表している。楽曲制作においては主に作曲・編曲を手掛けるが、一部作詞も行う。

## 楽曲
遠藤正明
- GOSSIP〜お気に召すままに〜（作曲・編曲・ベース）
- gr/reg（作詞）
- Outbreak（作曲・編曲・ベース）
- 会いたくて〜I miss you〜（作曲・編曲・ベース）
- NEVER MIND（作曲・編曲・ベース）
- 愛っていったいナンデスカ？（作曲・編曲・ベース）
- Jumping on the Monster Beat !!（作曲・編曲・ベース）[2]
- 星海を往く希望の歌（作曲・編曲・ベース）[2]
- D.O.A（編曲・ベース）[2]
- 環境超人エコガインダーOX（編曲・ベース）
- 旅詩 〜My Sweet Home Town〜（編曲・ベース）[2]
- MY TRUE COLORS（編曲・ベース）[2]
- YAKUSOKU NO MELODY（編曲・ベース）[2]
- おジャ魔女どれみ（編曲・ベース）[2]
- またあした（編曲・ベース）[2]
- FLOPPY（作曲・編曲・ベース）[2]
- 笑いのありか（編曲・ベース）[2]

カスタマイZ
- 潮騒（作曲・編曲・ベース）[3]

神谷浩史・小野大輔
- 熱愛S・O・S！（作曲・編曲・ベース）[3]
- ねこまっしぐら（作曲・編曲・ベース）
- パーティーフライト（作詞・作曲・編曲・ベース）
- Shiny × Shiny（作曲・編曲・ベース）
- 30minutes Shootin' Star（作曲・編曲・ベース）[3]
- TRIBE DRIVE（作曲・編曲・ベース）[3]
- Coin toss Drive（作曲・編曲・ベース）

佐咲紗花
- Anything Goes!（編曲・ベース）[2]

白石稔
- そのままで（編曲・ベース）[2]

浪川大輔
- JUSTISAVIOR（作曲・編曲・ベース）[3]

水樹奈々
- Young Alive！（作曲）[3]

森久保祥太郎
- TRIBAL（作曲）

JAM Project
- Nightmare（編曲・ベース）[2]
- Go! Stand up！（編曲・ベース）[2]
- いでよ ガイアレオン（編曲・ベース）[2]
- キミノモトヘ（編曲・ベース）[2]
- B.B.（編曲・ベース）[2]
- Heaven’s Door（編曲・ベース）[2]
- GARO is HERE!!（編曲・ベース）[2]
- 東京スキャンダル（編曲・ベース）[2]

link age
- my life（作曲）[3]

MASOCHISTIC ONO BAND
- Dear Girlは眠らない (MOB ver.)（編曲・ベース）
- Dangerous Groove Six（作曲・編曲・ベース）

ライブサポート
- 遠藤正明
- 串田アキラ
- 黒田倫弘
- 篠原ともえ
- 佐咲紗花
- 鈴村健一
- 茅原実里
- 飛蘭
- 松本英子
- 松本梨香
- 美郷あき
- 水木一郎
- 森久保祥太郎
- 山本淳一（ex.光GENJI）
- 横須賀ゆめな
- Antique Toy
- JAM Project
- NOISE FACTORY
- TRUE
- ランティス祭り
- Original Entertainment Paradiseおれパラ出演者：岩田光央/小野大輔/鈴村健一/森久保祥太郎